# اینس ایرلند
رابرت مک‌گرگور اینس ایرلند (انگلیسی: Robert McGregor Innes Ireland؛ زادهٔ ۱۲ ژوئن ۱۹۳۰ در مایتمروید، یورک‌شر غربی، درگذشتهٔ ۲۲ اکتبر ۱۹۹۳ در ردینگ، بارکشر) رانندهٔ مسابقات اتومبیل‌رانی فرمول یک اهل بریتانیا بود که از فصل ۱۹۵۹ تا ۱۹۶۶ در مجموع در ۵۳ گراند پری شرکت کرد.
ایرلند در طول دوران فعالیت خود در فرمول یک در ۱ مسابقه موفق شد سریع‌ترین زمان طی یک دور پیست را به نام خود ثبت کند. او در این مسابقات ۴ بار بر روی سکو رفت، مجموعاً ۱ بار به پیروزی دست یافت و ۴۷ امتیاز را به نام خود به‌ثبت رساند.
ایرلند در ۲۲ اکتبر ۱۹۹۳ بر اثر ابتلا به سرطان در ردینگ، بارکشر درگذشت.